# Gerbershausen
Gerbershausen is een gemeente in de Duitse deelstaat Thüringen, en maakt deel uit van de Landkreis Eichsfeld.
Gerbershausen telt 591 inwoners.